# Coryphantha longicornis
Coryphantha longicornis ist eine Pflanzenart in der Gattung Coryphantha aus der Familie der Kakteengewächse (Cactaceae). Das Artepitheton longicornis leitet sich von den lateinischen Worten longus für ‚lang‘ sowie cornu für ‚Horn‘ ab und verweist auf die lang gebogenen Dornen der Art. Ein spanischer Trivialname ist „Biznaga de Piña“.

## Beschreibung
Coryphantha longicornis wächst meist einzeln. Die kugelförmigen bis kurz zylindrischen, hell graugrünen Triebe erreichen bei Durchmessern von 10 bis 15 Zentimetern Wuchshöhen von 9 bis 30 Zentimeter. Die Triebe sind dicht von Dornen bedeckt, der Triebscheitel ist wollig. Die sehr festen, mehr oder weniger aufrechten Warzen sind konisch. Die drei steifen, weißen bis braunen Mitteldornen weisen oft eine schwärzliche Spitze auf und sind 1,3 bis 2,5 Zentimeter lang. Der unterste ist stark gebogen und absteigend, die oberen Mitteldornen sind kürzer. Die zwölf 0,6 bis 1,3 Zentimeter langen Randdornen sind durchscheinend weiß.
Die gelben Blüten sind 4 bis 6,5 Zentimeter lang und erreichen Durchmesser von 4 bis 7,5 Zentimeter. Die gelblich grünen Früchte sind 1,4 bis 1,7 Zentimeter lang.

## Verbreitung, Systematik und  Gefährdung
Coryphantha longicornis ist im Nordwesten des mexikanischen Bundesstaates Durango auf Lavakies, oft unter Büschen, verbreitet.
Die Erstbeschreibung durch Friedrich Bödeker wurde 1931 veröffentlicht.
Coryphantha longicornis wird in der Roten Liste gefährdeter Arten der IUCN als „Least Concern (LC)“, d. h. nicht gefährdet, eingestuft.

## Nachweise